# دلشاد فرهادزاد

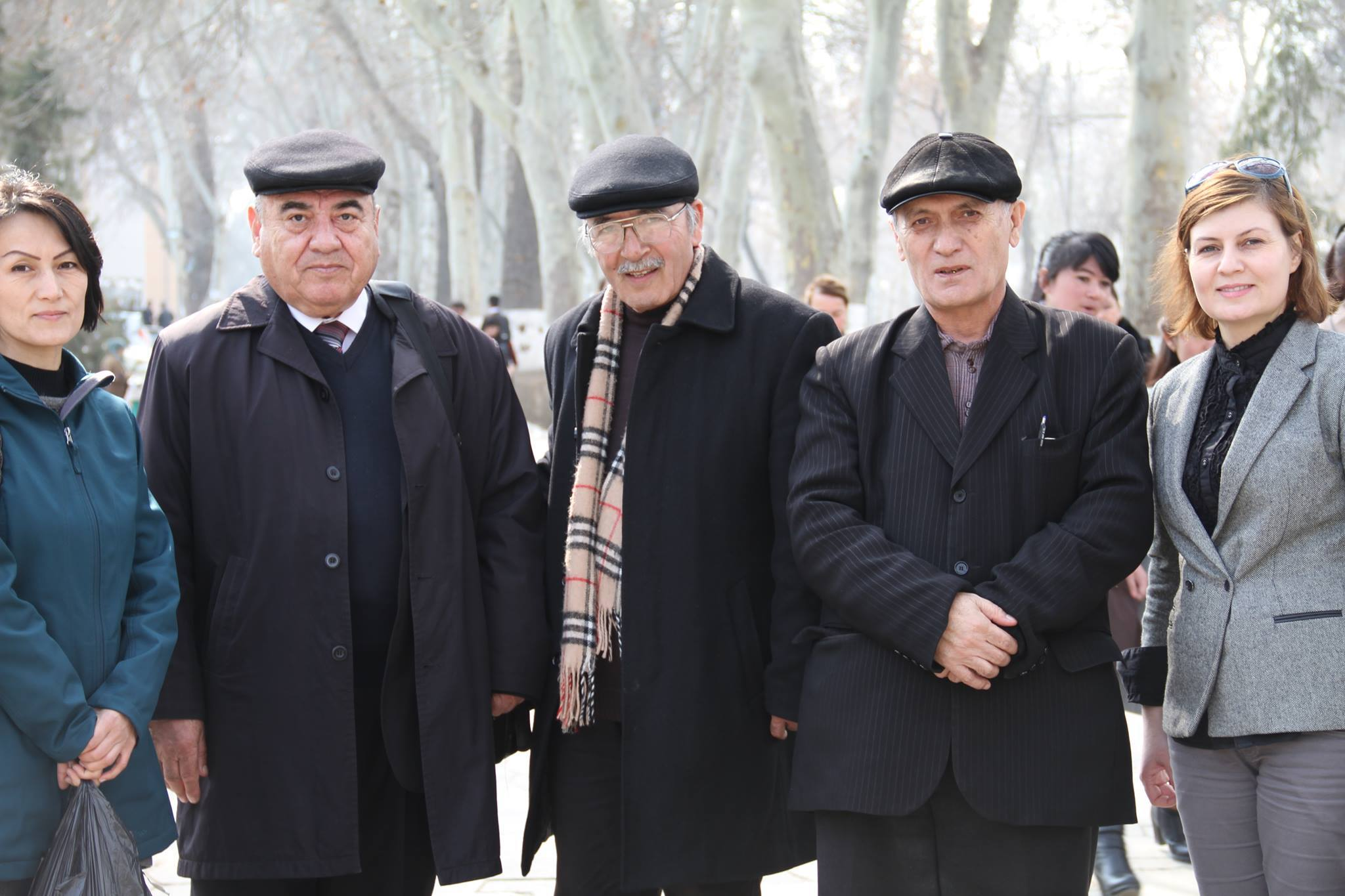
از چپ به راست: دلشاد فرهادزاد، جمعه همراه، حضرت صباحی، و شهزاده نظرزاده.

دلشاد فرهادزاد (۱۹۷۵ میلادی، شهرستان تایلاق استان سمرقند) شاعر و نویسنده فارسی‌زبان اهل ازبکستان است. وی همچنین از استادان زبان فارسی دانشگاه سمرقند است.
اشعار وی بیشتر از فروغ فرخ‌زاد و فرزانه خجندی الگو پذیرفته‌است. دلشاد فرهادزاد در سال ۱۳۹۶ از جشنواره بین‌المللی اروآسیا در لندن جایزه ادبی دریافت کرد.
از دلشاد فرهادزاد تاکنون یک مجموعه شعر با عنوان «شب‌های مهاویز» به چاپ رسیده است و او در سال ۲۰۰۹، مجموعه شعری بنام «یک قلم روشنایی» به چاپ رساند. نمونه اشعار او در هفته‌نامه‌های «آواز سمرقند» در سمرقند، «آواز تاجیک» در تاشکند و در بسیاری از مجله‌ها و روزنامه‌های تاجیکستان منتشر می‌شوند.

## نمونه اشعار
(۱) مخمسی با تضمین از حافظ:
| روزهای نوبهاران یاد باد          |  |                                 |
| سیر باغ و لاله‌زاران یاد باد      |  |                                 |
| صحبت جانبخش یاران یاد باد        |  |                                 |
| «روز وصل دوستداران یاد           |  | یاد باد آن روزگاران یاد باد!»   |
| یادم آید دوستان شاد من           |  |                                 |
| دوست هست و خانه‌ی آباد من         |  |                                 |
| مهر آنها چشمه‌ی ايجاد من          |  |                                 |
| «گرچه یاران فارغند از حال من     |  | از من ایشان را هزاران یاد باد!» |
| از فراق دوستان آواره‌ام           |  |                                 |
| جان به کف استاده‌ام، دلپاره‌ام     |  |                                 |
| غمگساران حل کنند این چاره‌ام      |  |                                 |
| «من که در تدبیر غم پیچاره‌ام      |  | چاره‌ی آن غمگساران یاد باد!»     |
| رفته آنها، خاطرم آشفته ماند      |  |                                 |
| بخت بیدارم بناگه خفته ماند       |  |                                 |
| دور زیرین ولکن سفته ماند:        |  |                                 |
| «راز حافظ بعد از این ناگفته ماند |  | ای دریغ، از رازداران یاد باد!»  |

(۲) شعر «ای به رو آینه‌دار من»:
| سر غمبوی لباس خود     |  | از بساطت جستجو کردم     |
| ای ورق روشن ز کلام    |  | با تو تنها گفتگو کردم   |
| جرم من رویت سیه کرده  |  | بس تو محزونی ز احوالم   |
| آن الف دفتر ایام      |  | کاش می دانست از حالم!   |
| ای به رو آینه‌دار من   |  | بار عشق من بر دوشت      |
| می روی قاصد خوش سوغا* |  | من چی سان سازم فراموشت؟ |

- «سوغا» به لهجه سمرقندی همان سوغات است.